# Walteranthus
Walteranthus é um género botânico pertencente à família Gyrostemonaceae.